# Василь Костянтинович (князь рязанський)
Василь Костянтинович (рос. Василий Константинович; д/н — 1308) — князь рязанський у 1306—1308 роках.

## Життєпис
Старший син Костянтина Романовича, князя рязанського. відомостей про нього обмаль. 1301 року після того, як батько потрапив у полон до князя Данила Московського, разом з братом Ярославом перебрав владу в Рязані.
Статус Костянтина на період полону батька невідомо, можливо вважався «молодшим» князем, а Костянтин Романович — «старшим». Після смерті останнього 1306 року зберіг владу над Рязанським князівством. Втім невдовзі стикнувся з інтригами стриєчного брата князя Івана Пронського. Зрештою вони усі вирушили до хана Токти. Тут Василя Костянтиновича було старчено. Новим рязанським князем став Іван Пронський.